# Тшек
Тшек (пол. Trzek, нім. Deutscheck) — село в Польщі, у гміні Костшин Познанського повіту Великопольського воєводства.
Населення — 327 осіб (2011).
У 1975-1998 роках село належало до Познанського воєводства.

## Демографія
Демографічна структура станом на 31 березня 2011 року:
|          | Загалом | Допрацездатний вік | Працездатний вік | Постпрацездатний вік |
| -------- | ------- | ------------------ | ---------------- | -------------------- |
| Чоловіки | 161     | 36                 | 117              | 8                    |
| Жінки    | 166     | 35                 | 108              | 23                   |
| Разом    | 327     | 71                 | 225              | 31                   |